# Cabassous unicinctus
Tatou à queue nue du Sud
Espèce
Statut de conservation UICN

 LC  : Préoccupation mineure
Le Tatou à queue nue du Sud (Cabassous unicinctus) est une espèce de tatou originaire d'Amérique du Sud. Il a été décrit par Linnaeus en 1758.

## Répartition

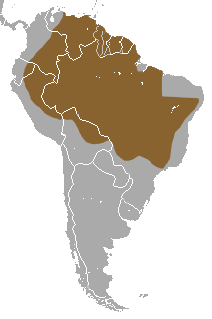
Répartition de l'espèce en Amérique du Sud.

Cabassous unicinctus est l'espèce du genre Cabassous ayant l'aire de répartition la plus large. Celle-ci s'étend sur toute la moitié nord du continent, du Vénézuela à la Bolivie.

## Liste des sous-espèces
Selon Mammal Species of the World (version 3, 2005)  (28 févr. 2012) :
- sous-espèce Cabassous unicinctus squamicaudis
- sous-espèce Cabassous unicinctus unicinctus